# Wzmacniacz impulsowy

Uproszczony schemat blokowy wzmacniacza impulsowego.

Najprostszy schemat ideowy wzmacniacza impulsowego.

Wzmacniacz impulsowy, wzmacniacz klasy D, (ang. switching amplifier, class-D amplifier) – wzmacniacz, w którym tranzystory wyjściowe (zazwyczaj tranzytory polowe typu MOSFET) działają jako przełączniki dwustanowe (binarne): naprzemiennie całkowicie przewodzą lub są całkowicie wyłączone. Odbiornik energii (np. zestaw głośnikowy w przypadku wykorzystania jako wzmacniacz elektroakustyczny) podłączony jest do wyjścia wzmacniacza impulsowego przez odpowiednio dobrany filtr dolnoprzepustowy. Kluczujący sygnał okresowy (przełączający) ma postać przebiegu przemiennego prostokątnego o częstotliwości przekraczającej 2-krotność górnej częstotliwości granicznej przyjętego pasma przenoszenia wzmacniacza impulsowego (zobacz: twierdzenie o próbkowaniu). Wypełnienie impulsów kluczujących uzależnione jest od wejściowego sygnału analogowego, zazwyczaj w układzie sprzężenia zwrotnego dla sygnałów mieszanych uzyskiwanych z pomocą filtrów i modulatora delta-sigma.

## Zastosowanie
Wzmacniacz impulsowy najczęściej znajduje zastosowanie jako końcowy wzmacniacz sygnału analogowego, spełniając tym samym rolę wzmacniacza mocy – należy jednak zdawać sobie sprawę z istotnych różnic w działaniu zastosowanego układu elektronicznego. Zaletą wzmacniacza impulsowego jest możliwość uzyskania wysokiej sprawności energetycznej, jednak istotną jego wadą jest wprowadzanie do wzmacnianego sygnału znacznych zniekształceń harmonicznych.

## UWAGI
1. Wzmacniacz impulsowy bywa określany mianem „wzmacniacz cyfrowy”[1][2]. Nazwa taka może wynikać z określenia „wzmacniacz klasy D” stosowanego w literaturze angielskojęzycznej, co sugeruje związek ze słowem ang. digital – cyfrowy[1][3] oraz nawiązuje do klas pracy wzmacniacza mocy: A, B, C.
2. Występujące w literaturze określenie „wzmacniacz klasy T” to firmowa nazwa wzmacniacza elektroakustycznego opartego na układzie wzmacniacza impulsowego[5].
3. Należy również mocno podkreślić, że wzmacniacz impulsowy nie ma nic wspólnego z przetwornikiem analogowo-cyfrowym, ponieważ w żadnym miejscu układu takiego wzmacniacza nie występuje sygnał cyfrowy odpowiadający sygnałowi analogowemu na jego wejściu[3].